# Partido Nacional Liberal (Rumania)
El Partido Nacional Liberal (en rumano, Partidul Naţional Liberal; PNL), es un partido político liberal de Rumania. Se fundó en 1875 y ha participado en numerosos gobiernos a lo largo de la historia del país. Tras ser prohibido durante la etapa comunista, fue refundado en 1989 con la vuelta de la democracia multipartidista.

## Orígenes e historia hasta la Segunda Guerra Mundial
El partido, ligado estrechamente a la familia Brătianu, representaba principalmente a la clase media, las profesiones liberales y el funcionariado. Sus principales representantes fueron Ion Brătianu y su hijo Ionel Brătianu, los dos primeros ministros del país en numerosas ocasiones entre 1880 y 1927.
Hasta 1914, el partido tuvo como principal rival al Partido Conservador. Con la reforma agraria y la introducción del sufragio universal en el país durante la guerra, este perdió su fuente principal de poder.
Tras la guerra, su principal rival fue el Partido Nacional Rumano, dirigido por Iuliu Maniu y arraigado principalmente en Transilvania, donde se había fundado durante la época de gobierno húngaro. Sostenido mayoritariamente por el campesinado y con una dirección de la pequeña burguesía (maestros, comerciantes y abogados), se opuso a las ambiciones de controlar la provincia que defendían los empresarios que apoyaban a los liberales. El partido defendió durante esta época un rígido centralismo tanto político como económico, manteniendo a la vez una postura nacionalista en economía, hostil al capital extranjero.
Al morir el segundo Brătianu en 1927, el partido pasó a la oposición, regresando al poder en 1933 hasta 1937, pero muy debilitado. Convertido en un partido reaccionario controlado por la gran industria y al servicio de las inclinaciones autoritarias del rey Carol II, permitió el desarrollo del movimiento fascista en el país.
Tras el establecimiento de la dictadura monárquica en 1938, el partido se disolvió en múltiples camarillas.

## Desde 1989
El PNL formó parte de la coalición Justicia y Verdad junto al Partido Demócrata entre 2003 y 2007. Călin Popescu-Tăriceanu, entonces líder del partido, alcanzó el puesto de primer ministro tras las elecciones legislativas de 2004 gracias a los votos de su alianza, de la Unión Democrática de Húngaros en Rumania y las minorías nacionales. 
El partido es miembro de la Internacional Liberal y fue miembro del Partido Europeo Liberal Demócrata Reformista hasta 2014, cuando se une al Partido Popular Europeo.

## Resultados electorales
| Elección                               | Cámara de Diputados | Cámara de Diputados | Cámara de Diputados | Senado    | Senado | Senado   | Posición | Estado    |
| Elección                               | Votos               | %                   | Asientos            | Votos     | %      | Asientos | Posición | Estado    |
| -------------------------------------- | ------------------- | ------------------- | ------------------- | --------- | ------ | -------- | -------- | --------- |
| 1919                                   |                     |                     | 103/568             |           |        | 54/216   | 2º       | Oposición |
| 1920                                   |                     |                     | 16/366              |           |        | 1/166    | 3º       | Oposición |
| 1922                                   |                     |                     | 222/372             |           |        | 111/148  | 1º       | Gobierno  |
| 1926                                   | 192.399             | 7,50                | 16/387              |           |        | 0/115    | 3º       | Oposición |
| 1927                                   | 1.704.435           | 62,70               | 318/387             |           |        | 92/113   | 1º       | Gobierno  |
| 1928                                   | 185.939             | 6,55                | 13/387              |           |        | 16/200   | 2º       | Oposición |
| 1931                                   | 1.389.901           | 48,90               | 289/387             |           |        | 108/113  | 1º       | Coalición |
| 1932                                   | 407.023             | 14,00               | 28/387              |           |        | 1/113    | 2º       | Oposición |
| 1933                                   | 1.518.864           | 52,00               | 300/387             |           |        | 105/108  | 1º       | Gobierno  |
| 1937                                   | 1.103.353           | 39,21               | 152/387             |           |        | 165/204  | 1º       | Gobierno  |
| 1946                                   | 259.306             | 3,70                | 3/414               |           |        | 165/204  | 4º       | Oposición |
| Partido ilegalizado entre 1947 y 1990. |                     |                     |                     |           |        |          |          |           |
| 1990                                   | 879.290             | 6,41                | 29/395              | 985.094   | 7,06   | 10/119   | 3º       | Oposición |
| 1992*                                  | 2.177.144           | 20,01               | 82/341              | 2.210.722 | 20,16  | 34/143   | 2º       | Oposición |
| 1996*                                  | 3.692.321           | 30,17               | 122/345             | 3.772.084 | 30,70  | 53/140   | 1º       | Gobierno  |
| 2000                                   | 747.263             | 6,89                | 30/345              | 814.381   | 7,48   | 13/137   | 4º       | Oposición |
| 2004**                                 | 3.150.301           | 31,26               | 112/332             | 3.250.663 | 31,77  | 49/137   | 2º       | Gobierno  |
| 2008                                   | 1.279.063           | 18,60               | 65/332              | 1.291.029 | 18,74  | 28/137   | 3º       | Oposición |
| 2012***                                | 4.344.288           | 58,63               | 100/332             | 4.457.526 | 60,10  | 50/137   | 1º       | Gobierno  |
| 2016                                   | 1.412.377           | 20,04               | 69/329              | 1.440.193 | 20,42  | 30/136   | 2º       | Oposición |
| 2020                                   | 1.486.401           | 25,19               | 93/329              | 1.511.225 | 25,58  | 41/136   | 2º       | Gobierno  |

*Dentro de la Convención Democrática Rumana.
**Dentro de Justicia y Verdad.
***Dentro de la coalición Unión Social Liberal con la Alianza de Centro Derecha (ACD), el Partido Socialdemócrata y el Partido Conservador.